# Балбай
Балбай (кирг. Балбай, до 2000-x г. — Сары-Булак) — село в Тюпском районе Иссык-Кульской области Киргизии. Административный центр Сары-Булакского аильного округа. Код СОАТЕ — 41702 225 870 01 0.

## Население
По данным переписи 2022 года, в селе проживало 2284 человека.

## Известные уроженцы
Балбай баатыр — один из выдающихся киргизских героев 19 века.